# Puerto Siles (gemeente)
Puerto Siles is een gemeente (municipio) in de Boliviaanse provincie Mamoré in het departement Beni. De gemeente telt naar schatting 994 inwoners (2018). De hoofdplaats is Puerto Siles.